# Thouinia holguinensis
Thouinia holguinensis är en kinesträdsväxtart som beskrevs av Lippold. Thouinia holguinensis ingår i släktet Thouinia och familjen kinesträdsväxter. Inga underarter finns listade i Catalogue of Life.